# 移剌按
移剌按（?—?），即移剌道，也作耶律道。本名按，姓移剌（耶律），契丹族，金朝大臣。
开始移剌按在山东东路兵马都总管移剌古手下掌军府簿书，被右副元帅完颜宗弼赏识，召为元帅府令史，官至大理丞、兼工部员外郎。完颜亮南伐宋朝，移剌按督运粮草。大定二年（1162年），任工部郎中，改任礼部郎中。奉命招抚各地奚族人众，发兵擒获猛安合住子、妇等，收降移剌窝斡起义军将领蒲察白撒。大定三年（1163年），奉使河南，劝课农桑，密访吏治得失。官至御史中丞，同修国史。大定六年（1166年），出使高丽。大定九年（1169年），廉察河南、山东，改任同知大兴（今北京市）尹、刑部尚书。因为庇护尚马厩局使宗夔等人私用官府粮草，被解职。不久，被起用为大理卿兼签书枢密院事。官至西京（今山西省大同市）留守。